# Festival Internacional de Cinema de Sant Sebastià 1984
La 32a edició del Festival Internacional de Cinema de Sant Sebastià va tenir lloc entre el 14 i el 23 de setembre de 1984. El Festival de Sant Sebastià havia perdut la màxima categoria A (festival competitiu no especialitzat) de la FIAPF quatre edicions abans, de manera que en aquesta edició no van poder atorgar-se premis oficials. De fet, la retirada de l'oficialitat va sumir al Festival en una greu crisi de la qual no es recuperaria fins a 1986, quan li va ser reconeguda de nou la categoria A. Es van concedir premis, però aquests van ser extraoficials.

## Desenvolupament
El festival es va inaugurar el 14 de setembre amb la presència del lehendakari Carlos Garaikoetxea i el director del festival Carlos Gortari. Es van projectar Il futuro è donna de Marco Ferreri, qui també va assistir a la gala, i Stop Making Sense de Jonathan Demme. Es dedicarà la retrospectiva a l'actor Richard Burton, i a la secció de Nous Realitzadors es confirma que no participarà l'argentina Darse cuenta d'Alejandro Doria ni l'espanyola Río abajo de José Luis Borau, però sí les espanyoles El filandón de José María Martín Sarmiento, A Midsummer Night's Dream de Celestino Coronado (interpretada per Lindsay Kemp) i Tú solo de Teo Escamilla.
El dia 15 es van projectar L’amor de Swann i Frevel a la secció oficial, A Midsummer Night's Dream de Celestino Coronado i Vidas errantes del mexicà Juan Antonio de la Riva a la de nous realitzadors, Love Streams de John Cassavetes a la secció informativa i Becket a la retrospectiva. El dia 16 es van projectar Rumble Fish i Cangrejo II en la secció oficial, Madame P... d'Eve Bonfanti i El filandón de José María Martín Sarmiento en la de Nous Realitzadors, Los zancos de Carlos Saura en la informativa i The Rains of Ranchipur de Jean Negulesco a la retrospectiva, on també es van oferir vídeos de Julien Temple.
El dia 17 es van projectar Moscou-Nova York i Fanny Pelopaja en la secció oficial i Erreporteroak d'Iñaki Aizpuru Zubitur i Du verbe aimer de Mary Jimenez. El dia 18 es projectaren Vozvraixtxenie s orbiti i Fandy ó Fandy, i van visitar el festival Paul Mazursky, Robin Williams i María Conchita Alonso. El dia 19 es van projectar Tasio i Crónica dos Bons Malandros a la secció oficial, Tú solo a la de nous realitzadors i Todo va mal d'Emilio Martínez Lázaro i Los motivos de Berta de José Luis Guerín a la informativa. El dia 20 La noche más hermosa i The Grey Fox en la secció oficial, En retirada de Juan Carlos Desanzo, To tylko rock de Paweł Karpiński i Bastille de Rudolf van der Berg a la de Nous Realitzadors, i El señor Galíndez de Rodolfo Kuhn i Todo es ausencia de Luis Megino Grande a la informativa.
El dia 21 es van projectar la francesa Côté cœur, côté jardin i l'austríaca Dicht hinter der Tür a la secció oficial, Jusqu'à la nuit de Didier Martiny, Campo Europa de Pierre Maillard i Reaching Out de Patricia Russell en la de nous realitzadors, i Threads de Mick Jackson en la informativa. El dia 22 es van projectar Cuarteles de invierno i Antistrofi metrisi de la secció oficial, Deutschlandlied d'Ernst Witzel, L'Arbre sous la mer de Philippe Muyl i Loose Connections de Richard Eyre de la de nous realitzadors, i Todo es ausencia de Rodolfo Kuhn a la de "Panorama". El dia 24 es va projectar Paris, Texas, van visitar el festival Harry Dean Stanton i Zsa Zsa Gabor, i es van concedir els premis.

## Jurats
- Premi de la Crítica Internacional: periodistes acreditats.
- Premi Nous Realitzadors: Jacques Bral, Freddy Buache, Tomás Gutiérrez Alea, Emilio Martínez Lázaro, Eiko Matsuda i Fernando Savater.

## Secció oficial
- Cangrejo II de Román Chalbaud [20]
- Côté cœur, côté jardin de Bertrand Van Effenterre
- Crónica dos Bons Malandros de Fernando Lopes
- Cuarteles de invierno de Lautaro Murúa
- Czas dojrzewania de Mieczysław Waśkowski
- Dicht hinter der Tür de Mansur Madavi
- L’amor de Swann de Volker Schlöndorff
- Fandy ó Fandy de Karel Kachyňa
- Fanny Pelopaja de Vicente Aranda
- Frevel de Peter Fleischmann
- Il futuro è donna de Marco Ferreri
- La noche más hermosa de Manuel Gutiérrez Aragón
- Moscou-Nova York de Paul Mazursky
- Paris, Texas de Wim Wenders
- Rumble Fish de Francis Ford Coppola
- Tasio de Montxo Armendáriz
- The Grey Fox de Phillip Borsos
- Vozvraixtxenie s orbiti d'Aleksandr Surin
- Antistrofi metrisi de Panos Papakyriakopoulos

## Nous realitzadors
- El filandón de José María Martín Sarmiento
- A Midsummer Night's Dream de Celestino Coronado
- Tú solo de Teo Escamilla
- Vidas errantes de Juan Antonio de la Riva
- Madame P... d'Ève Bonfanti
- Stop Making Sense de Jonathan Demme
- En retirada de Juan Carlos Desanzo
- To tylko rock de Paweł Karpiński
- Bastille de Rudolf van der Berg
- Notre mariage de Valeria Sarmiento
- Jusqu'à la nuit de Didier Martiny
- Campo Europa de Pierre Maillard
- Erreporteroak d'Iñaki Aizpuru Zubitur
- Du verbe aimer de Mary Jimenez
- Deutschlandlied d'Ernst Witzel
- L'Arbre sous la mer de Philippe Muyl
- Loose Connections de Richard Eyre
- Animation de Jerzy Seipp
- Fil, escargot et point sur un plan de Sergio García
- Je reviens de suite de Henri Gruvman
- Pianoforte de Francesca Comencini
- Reaching Out de Pat Russell
- Kletka dlia kanareek de Pàvel Txukhrai

## Homenatge a Richard Burton
- El viatge de Vittorio de Sica (1974)
- Becket de Peter Glenville (1964)
- Boom de Joseph Losey (1968)
- Cleòpatra de Joseph L. Mankiewicz (1963)
- My Cousin Rachel de Henry Koster (1952)
- L'escala de Stanley Donen (1969)
- La nit de la iguana de John Huston (1964)
- The Rains of Ranchipur de Jean Negulesco (1955)
- The Spy Who Came in from the Cold de Martin Ritt (1963)

## Euskadi i Flandes
- Akelarre de Pedro Olea (1984)
- La fuga de Segovia d'Imanol Uribe (1981)
- La muerte de Mikel d'Imanol Uribe (1984)
- La conquista de Albania d'Alfonso Ungría (1983)
- Txillida. Barne ikuspegia de José Julián Bakedano (1983)
- De Leeuw van Vlaanderen d'Hugo Claus, Dominique Deruddere i Stijn Coninx (1983)
- De Potloodmoorden de Guy Lee Thys (1982)
- De vlaschaard de Jan Gruyaert (1983)
- De Witte van Zichem de Robbe De Hert (1980)
- Zaman de Patrick Lebon (1983)
- Guipuzkoa Donostia: Costa guipuzcoana d'Imanol Uribe (1983)
- Ikuska 13. Euskal kanta berria. La nueva canción vasca d'Imanol Uribe (1983)
- Ikuska 15. Euskaldunberriak de Juan Miguel Gutiérrez Márquez (1984)
- Hegats horia de Rafael Treku i Francisco Bernabé (1983)

## Panorama del cinema espanyol
- El caso Almería de Pere Costa i Musté
- El señor Galíndez de Rodolfo Kuhn
- Epílogo de Gonzalo Suárez
- Feroz de Manuel Gutiérrez Aragón
- Las bicicletas son para el verano de Jaime Chávarri
- Los motivos de Berta de José Luis Guerín
- Los zancos de Carlos Saura
- Pa d'àngel de Francesc Bellmunt
- Escapada final de Carlos Benpar
- Sal gorda de Fernando Trueba
- Todo es ausencia de Rodolfo Kuhn
- Todo va mal d'Emilio Martínez-Lázaro
- Les últimes tardes amb Teresa de Gonzalo Herralde

## Palmarès
- Premi de la Crítica Internacional: Rumble Fish de Francis Ford Coppola ( Estats Units)[21][22]
- Gran Premi Donostia per a nous realitzadors: Notre mariage de Valeria Sarmiento ( França)
- Menció especial per Teo Escamilla per Tú solo ( Espanya)
- Premi de l'Ateneu Guipuscoà a Tasio de Montxo Armendáriz ( Espanya)
- Premi RTVE a Vidas errantes de Juan Antonio de la Riva ( Mèxic)
- Menció especial a Los motivos de Berta de José Luis Guerín ( Espanya)
- Premi FIPRESCI (oficial) a Dicht hinter der Tür de Mansur Madavi ( Àustria)
- Premi FIPRESCI (Nous realitzadors) a Vidas errantes de Juan Antonio de la Riva ( Mèxic)